# Highlander: The Source
Highlander: The Source is een Amerikaanse actiefilm uit 2007 onder regie van Brett Leonard. Het is het vijfde en laatste deel in de Highlander-filmserie. Het was de eerste film in de serie die niet in de bioscoop te zien was, maar op het televisiekanaal Sci-Fi Channel.

## Rolverdeling
- Adrian Paul: Duncan MacLeod
- Peter Wingfield: Methos
- Jim Byrnes: Joe Dawson
- Thekla Reuten: Anna Teshemka
- Cristian Solimeno: The Guardian
- Thom Fell: Cardinal Giovanni
- Stephen Rahman Hughes: Zai Jie
- Stephen Wight: Reggie Weller
- Solly Assa: Monk